# 미에현도 제720호선
720번 미에현도(일본어: 三重県道720号横輪南勢線→미에현도 720호 요코와-난세이선)는 미에현 이세시 요코와정에서 와타라이군 미나미이세정까지 이어지는 일본의 현도(縣道) 노선이다. 기점에서 169번 미에현도 및 719번 미에현도와 교차하며, 종점에서는 12번 미에현도와 교차한다.